# Parafia Niepokalanego Poczęcia Najświętszej Maryi Panny w Jaślanach
Parafia Niepokalanego Poczęcia NMP w Jaślanach – parafia rzymskokatolicka znajdująca się w diecezji sandomierskiej, w dekanacie Baranów Sandomierski. 
Parafia została erygowana w 1888 przez bp. Ignacego Łobosa. Kościół parafialny pw. Niepokalanego Poczęcia NMP zbudowano w 1904 r. Uroczystego poświęcenia  dokonał biskup Leon Wałęga w 1905 roku. 

## Zasięg parafii
Do parafii należą wierni z miejscowości: Czajkowa {część), Jaślany, Józefów, Pluty.

## Proboszczowie
- ks. Stanisław Rząd (2003– )[1]